# Moacșa
Moacșa [ˈmoakʃa] (veraltet Macșa oder Mocșa; ungarisch Maksa) ist eine Gemeinde im Kreis Covasna in der Region Siebenbürgen in Rumänien.

## Geographische Lage

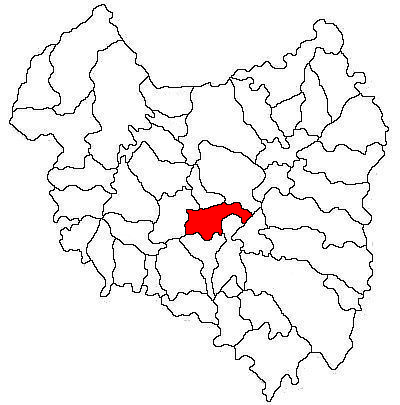
Lage der Gemeinde Moacșa im Kreis Covasna

Die Gemeinde Moacșa liegt in der Kronstädter Senke (Depresiunea Brașovului), in den Südausläufern der Bodocer Berge (Munții Bodoc) – ein Teilgebirge der Ostkarpaten. In der historischen Region Szeklerland im Kreis Covasna befindet sich der Ort Moacșa am Bach Pădureni, ein rechter Zufluss des Râul Negru (Schwarzbach), an der Nationalstraße DN11 und der Bahnstrecke Brașov–Sfântu Gheorghe–Târgu Secuiesc, 15 Kilometer östlich von der Kreishauptstadt Sfântu Gheorghe (Sankt Georgen) entfernt.

## Geschichte
Der mehrheitlich von Szeklern bewohnte Ort Moacșa wurde erstmals 1332 urkundlich erwähnt. Zwei Kilometer nördlich des Ortes Moacșa zwischen den Bächen Ciubot und Nadaș, auf dem von den Einheimischen genannten Areal Vereșmort (ungarisch Veresmart), deuten archäologische Funde jedoch auf eine Besiedlung des Ortes in die Römerzeit. Die zwei runden acht Meter hohen Erdwälle mit einem Umfang von 80 bzw. 50 Meter neben dem Bach Beșineu wurden noch keinem Zeitalter zugeordnet. Laut dem Verzeichnis historischer Denkmäler des Ministeriums für Kultur und nationales Erbe (Ministerul Culturii și Patrimoniului Național) wird in Moacșa bei La Fântâna cu linte (ungarisch Lencsékút ⊙) eine Besiedlung in die Jungsteinzeit vermerkt. Hier wurde eine 7 × 5 Meter große Hütte und ein 1 × 1,20 m und 0,50 m hohe in die Erde gegrabener Backofen gefunden.
Auf dem Gebiet des Eingemeindeten Dorfes Pădureni (Beschendorf), auf den Arealen von den Einheimischen genannt Bobâlna (ungarisch Bábolna) und Teleacul Mic (ungarisch Kistekelek), deuten Funde auf eine Besiedlung in die Jungsteinzeit und bei Vârful lui Cente werden Funde nach Angaben von G. Téglás eines römischen Militärlagers vermerkt. Zahlreiche archäologische Funde auf dem Gebiet des Dorfes wurden der Jungsteinzeit, der Bronzezeit, der Römerzeit und etliche konnten keinem Zeitalter zugeordnet werden. Die meisten Funde befinden sich im Museum in Sfântu Gheorghe.
Zur Zeit des Königreichs Ungarn gehörte Moacșa dem Stuhlbezirk Kézdi in der Gespanschaft Háromszék (rumänisch Comitatul Trei-Scaune), anschließend dem historischen Kreis Trei-Scaune (deutsch Drei Stühle) und ab 1950 dem heutigen Kreis Covasna an.
Durch die Loslösung Anfang 2004 des Ortes Dalnic aus der damaligen Gemeinde Moacșa, wurden die Orte Moacșa und Pădureni zu einer eigenständigen Gemeinde.

## Bevölkerung
Die Bevölkerung der heutigen Gemeinde Moacșa entwickelte sich wie folgt:
| 1850 | 1.375 | 05 | 1.334 | 1 | 35 |
| 1941 | 1.661 | -  | 1.629 | 4 | 28 |
| 2002 | 1.280 | 31 | 1.247 | - | 02 |
| 2011 | 1.201 | 27 | 1.123 | - | 51 |
| 2021 | 1.239 | 30 | 1.170 | 2 | 37 |

Seit 1850 wurde auf dem Gebiet der heutigen Gemeinde Moacșa die höchste Einwohnerzahl und die der Magyaren 1941 ermittelt. Die höchste Anzahl der Rumänen (28) wurde 1966, der Rumäniendeutschen (6) 1956 und die der Roma (87) 1966 registriert.

## Sehenswürdigkeiten
- Im eingemeindeten Dorf Pădureni die reformierte Kirche[10] im 15. Jahrhundert errichtet und im 19. Jahrhundert umgebaut, steht unter Denkmalschutz.[5]
- In Pădureni das Landhaus der ungarischen Adelsfamilie Babós-Forró[11] 1825 errichtet, steht unter Denkmalschutz.[5]
- Auf dem Gebiet der Gemeinde der zwei Kilometer lange Stausee Moacșa-Pădureni wurde in den 1980er Jahren errichtet.[12]

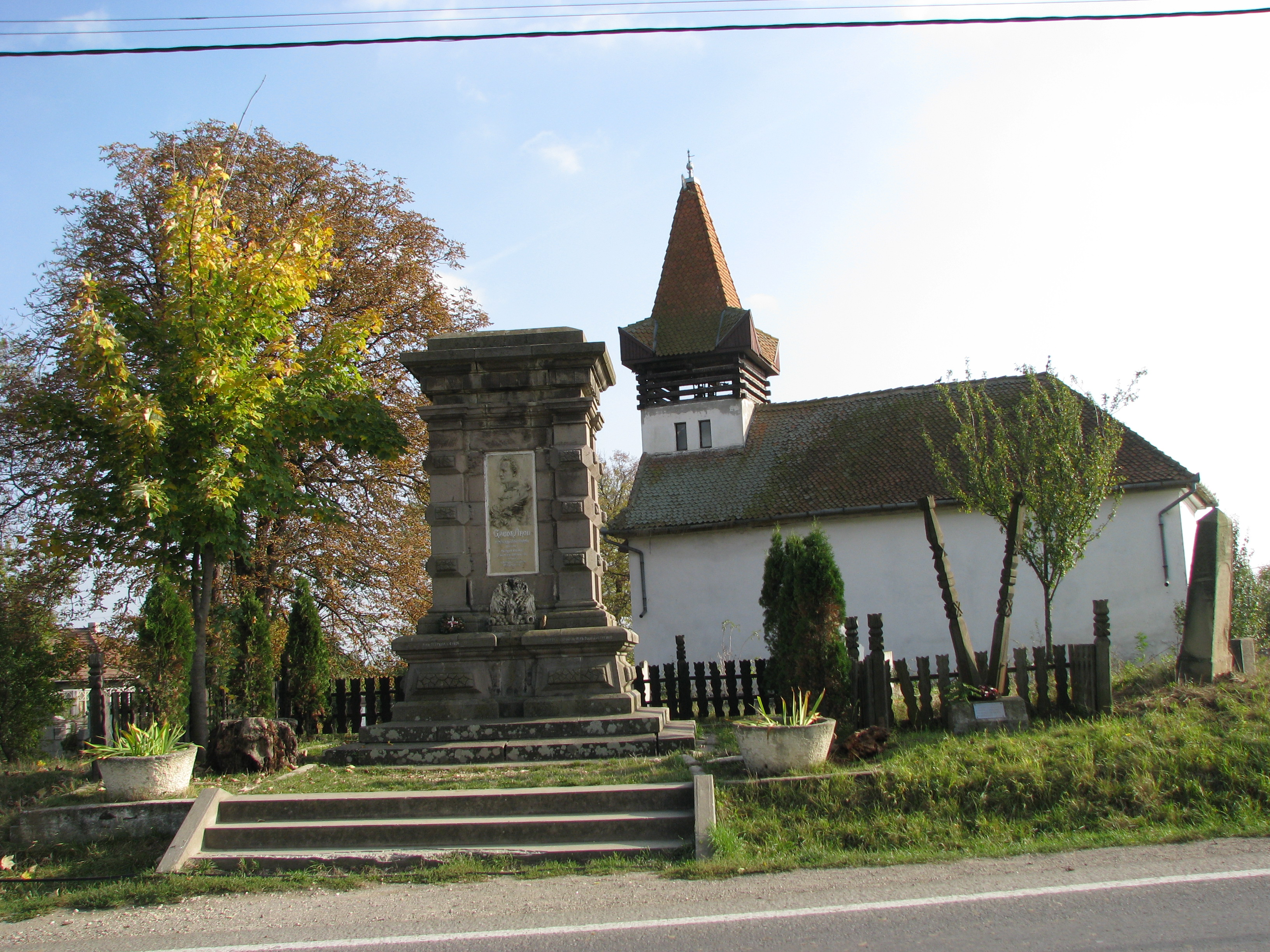
Reformierte Kirche in Moacșa
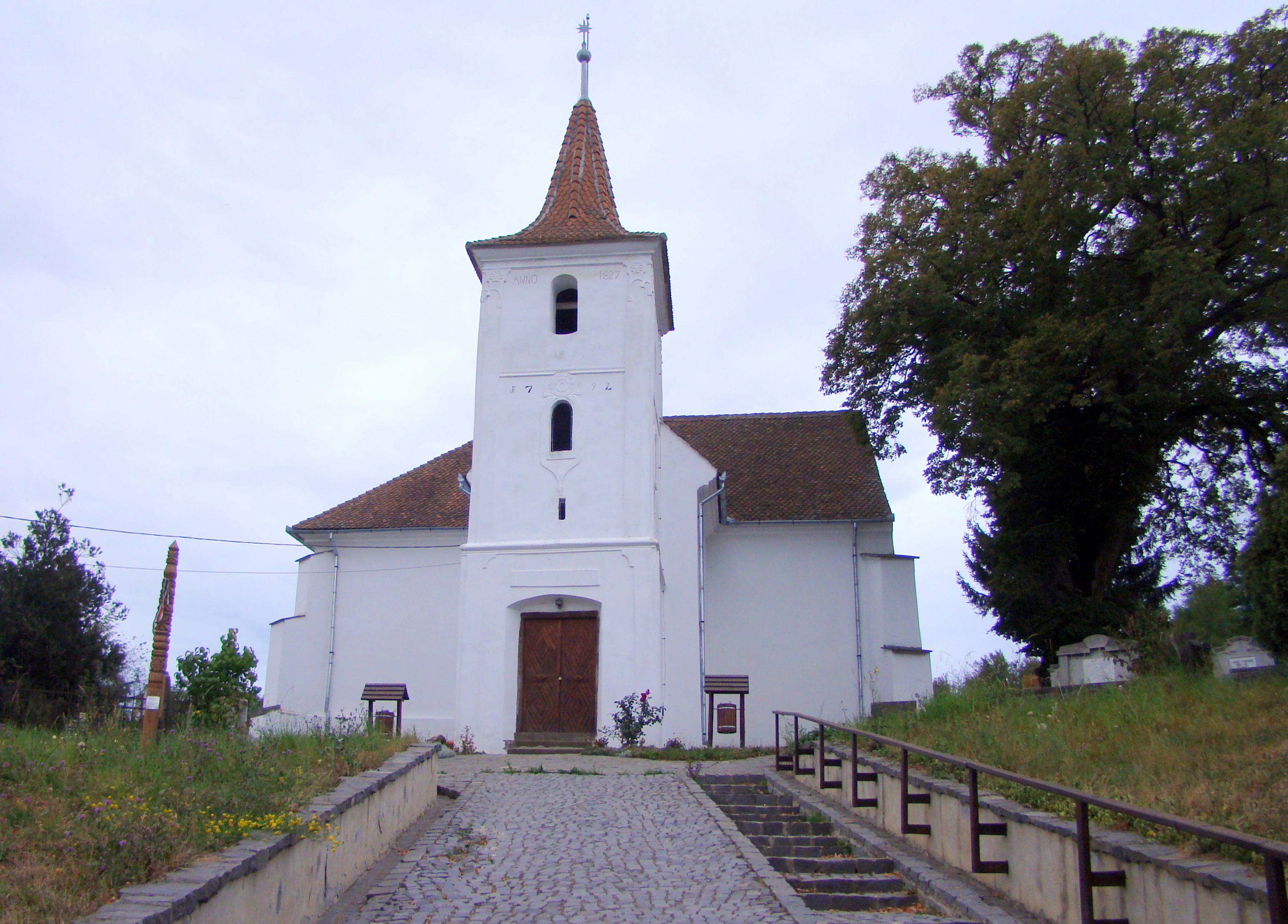
Reformierte Kirche in Pădureni
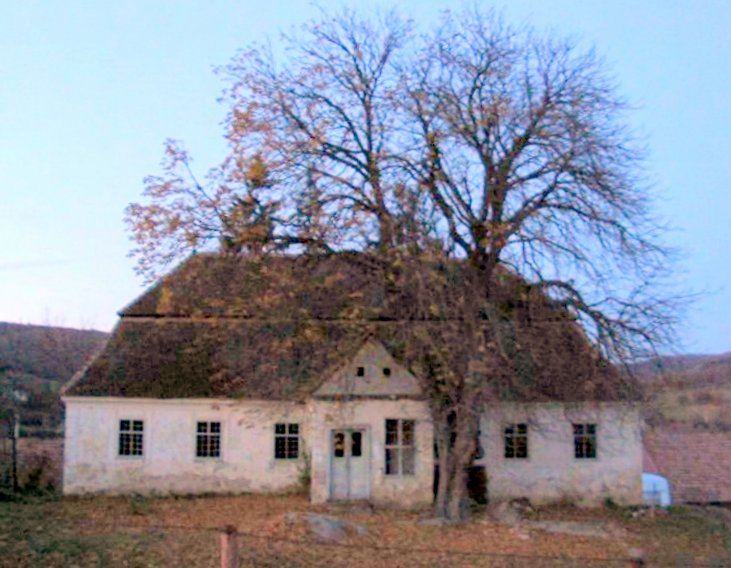
Landhaus Babós-Forró
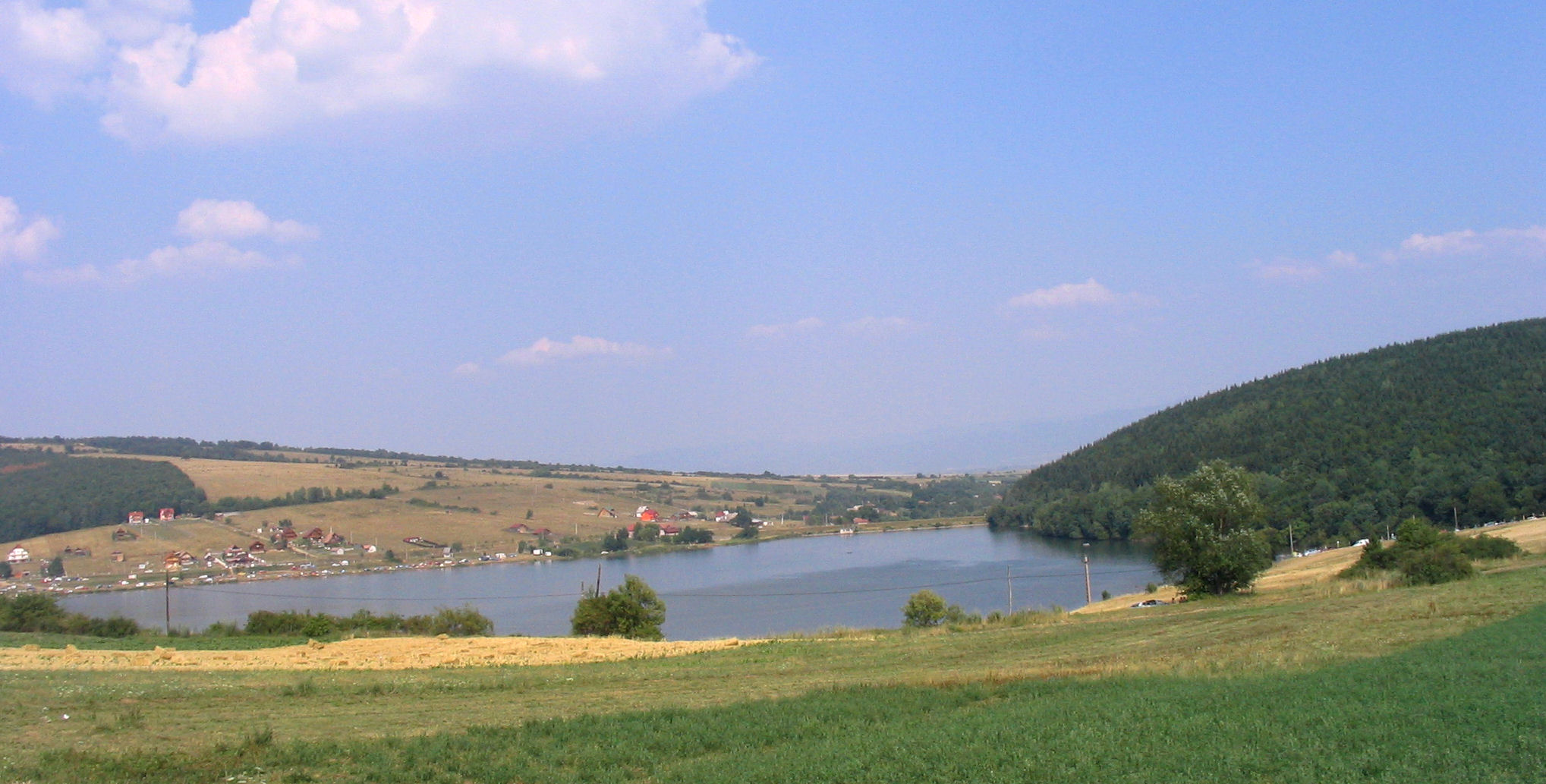
Stausee Moacșa-Pădureni